# Zohra (film)
Pour les articles homonymes, voir Zohra.
Pour plus de détails, voir Fiche technique et Distribution.
Zohra est un court métrage muet tunisien réalisé par Albert Samama-Chikli et sorti en 1922, à l'époque de la colonisation française,,,.
Il s'agit de la première production cinématographique indigène d'Afrique du Nord. Le scénario est écrit par la fille de Samama-Chikli, Haydée Chikli, qui a également joué le rôle clé de la protagoniste féminine du film,,,.

## Synopsis
L'intrigue du film évolue autour d'une jeune naufragée française, secourue par des Bédouins. Elle vit avec leur tribu pendant un certain temps. Elle est ensuite enlevée par des bandits, puis secourue par un aviateur français avant de retrouver sa famille. Les coutumes tribales sont présentées en détail,. Le court métrage est considéré comme un exemple du genre « Orient mystérieux ».

## Fiche technique
- Réalisation : Albert Samama-Chikli
- Scénario : Haydée Chikli
- Durée : 35 minutes
- Date de sortie : 1922

## Accueil
Le film est projeté au cinéma Omnia Pathé à Tunis et connaît un certain succès.